# Grasski-Weltmeisterschaft 1985

Logo der Grasski-Weltmeisterschaft 1985

Die 4. Grasski-Weltmeisterschaft fand vom 6. bis 8. September 1985 am Teckberg in Owen im deutschen Bundesland Baden-Württemberg statt. Veranstalter war der Internationale Grasskiverband (IGSV), durchführender Verband der Deutsche Skiverband (DSV) und Ausrichter der Turn- und Sportverein Owen (TSV Owen). Die Weltmeisterschaft war die letzte Großveranstaltung des IGSV, der bei einem außerordentlichen Kongress in Owen einen Tag vor Eröffnung der WM seine Auflösung beschloss. Drei Monate zuvor hatte der Internationale Skiverband (FIS) bei seinem Kongress in Vancouver entschieden, den Grasskisport durch Schaffung eines eigenen Komitees in seine Reihen aufzunehmen. Die Stadt Owen und der Teckberg, wo seit 1968 Grasskirennen ausgetragen wurden, war zuvor schon mehrmals Schauplatz wichtiger internationaler Wettkämpfe gewesen. So fand viermal das Finale des Europacups und 1982 die Europameisterschaft am Teck statt. Die Weltmeisterschaft bildete den Höhepunkt dieser Veranstaltungen. Drei Jahre später wurde das bislang letzte Grasskirennen in Owen ausgetragen, die Internationalen Deutschen Meisterschaften 1988. Danach schwand das Interesse am Grasskisport rasch und es wurden keine Wettkämpfe mehr am Teck veranstaltet. Die Weltmeisterschaft wurde am Abend des 6. September mit einer Feier in der Owener Teckhalle eröffnet. Am Samstag, dem 7. September, wurden die Riesenslaloms ausgetragen und am Sonntag, dem 8. September, die Slalomwettbewerbe. Aus diesen beiden Rennen wurde nach einem Punktesystem die Kombinationswertung errechnet. Am Sonntagnachmittag folgte noch das Höchstgeschwindigkeitsrennen Kilomètre-Lancé, für das kein Weltmeistertitel vergeben wurde. Rund 2500 Zuseher am Samstag und 6000 am Sonntag besuchten die Rennen.

## Streckendaten
Alle Rennen wurden am Teckhang „Bölle“ ausgetragen (Koordinaten des Startbereiches: 48° 35′ 7.32″ Nord, 9° 27′ 56.67″ Ost). Rennleiter war der Deutsche Norbert Mendyk, Technischer Delegierter des Internationalen Grasskiverbandes (IGSV) der Österreicher Hermann Ziseritsch.
|                    | Riesenslalom                       | Slalom                             |
| ------------------ | ---------------------------------- | ---------------------------------- |
| Datum              | 7. September                       | 8. September                       |
| Startzeit 1. Lauf  | Damen: 11:00 Uhr Herren: 11:30 Uhr | Damen: 10:00 Uhr Herren: 10:30 Uhr |
| Startzeit 2. Lauf  | Damen: 15:30 Uhr Herren: 16:00 Uhr | Damen: 13:45 Uhr Herren: 14:15 Uhr |
| Seehöhe Start      | 613 m                              | 613 m                              |
| Seehöhe Ziel       | 490 m                              | 515 m                              |
| Höhendifferenz     | 123 m                              | 098 m                              |
| Streckenlänge      | 560 m                              | 430 m                              |
| Kurssetzer 1. Lauf | Gerhard Großmann (BRD)             | Sepp Calonder (SUI)                |
| Kurssetzer 2. Lauf | Achille Cattaneo (ITA)             | Manfred Peschek (AUT)              |
| Tore 1. Lauf       | 25                                 | 41                                 |
| Tore 2. Lauf       | 26                                 | 39                                 |
| Wetter             | sonnig, wolkenlos                  | bewölkt, teilweise sonnig          |
| Temperatur         | 23 °C                              | 22 °C                              |

## Teilnehmer
118 Sportler (94 Männer und 24 Frauen) aus 13 Nationen hatten für die Weltmeisterschaft gemeldet (in Klammer die Anzahl der Herren und Damen):
| - Australien (6 + 0) - Belgien (2 + 0) - Brasilien (1 + 0) - BR Deutschland (10 + 6) - Frankreich (13 + 1) - Italien (9 + 3) - Japan (4 + 1) | - Österreich (11 + 5) - Schweiz (11 + 4) - Tschechoslowakei (6 + 0) - Ungarn (4 + 2) - Vereinigte Staaten (10 + 1) - Vereinigtes Königreich (7 + 1) |

Die erfolgreichsten Teilnehmer waren mit jeweils zwei Goldmedaillen die Österreicherin Ingrid Hirschhofer und der Schweizer Richi Christen.

## Medaillenspiegel
| Platz | Land           | Gold | Silber | Bronze | Gesamt |
| ----- | -------------- | ---- | ------ | ------ | ------ |
| 1     | Österreich     | 3    | 1      | 2      | 6      |
| 2     | Schweiz        | 2    | 3      | 1      | 6      |
| 3     | BR Deutschland | 1    | –      | 1      | 2      |
| 4     | Frankreich     | –    | 2      | –      | 2      |
| 5     | Italien        | –    | –      | 2      | 2      |

## Ergebnisse Herren

### Slalom
| Platz | Name              | Land | Zeit 1.     | Zeit 2.     | Gesamt      |
| ----- | ----------------- | ---- | ----------- | ----------- | ----------- |
| 01    | Richi Christen    | SUI  | 35,25 s     | 32,35 s     | 1:07,60 min |
| 02    | Erwin Gansner     | SUI  | 34,60 s     | 33,65 s     | 1:08,25 min |
| 03    | Hermann Ellemunt  | ITA  | 36,27 s     | 32,92 s     | 1:09,19 min |
| 04    | Markus Dejori     | ITA  | 36,08 s     | 33,65 s     | 1:09,73 min |
| 05    | Hans Ruedi Mann   | SUI  | 36,44 s     | 33,51 s     | 1:09,95 min |
| 06    | Thomas Koller     | SUI  | 36,06 s     | 34,02 s     | 1:10,08 min |
| 07    | Vincent Riewe     | FRG  | 36,73 s     | 34,08 s     | 1:10,81 min |
| 08    | Berndt Lischka    | AUT  | 36,89 s     | 34,17 s     | 1:11,06 min |
| 09    | Jörg Breiting     | FRG  | 37,15 s     | 34,03 s     | 1:11,18 min |
| 09    | Marcus Peschek    | AUT  | 36,88 s     | 34,30 s     | 1:11,18 min |
| 11    | Werner Fagerer    | AUT  | 37,04 s     | 34,19 s     | 1:11,23 min |
| 12    | Peter Stein       | FRG  | 37,67 s     | 35,08 s     | 1:12,75 min |
| 12    | Götz Scheffler    | FRG  | 37,98 s     | 34,77 s     | 1:12,75 min |
| 14    | Nigel Smith       | GBR  | 38,31 s     | 35,17 s     | 1:13,48 min |
| 15    | Arno Tscharner    | SUI  | 39,07 s     | 35,28 s     | 1:14,35 min |
| 16    | Claude Kuntzmann  | FRA  | 38,17 s     | 36,37 s     | 1:14,54 min |
| 17    | Colin Beck        | GBR  | 39,45 s     | 35,50 s     | 1:14,95 min |
| 18    | Bertrand Kempf    | FRA  | 39,14 s     | 36,15 s     | 1:15,29 min |
| 19    | Lubomír Masár     | TCH  | 40,15 s     | 38,08 s     | 1:18,23 min |
| 20    | András Völgyesi   | HUN  | 41,48 s     | 36,79 s     | 1:18,27 min |
| 21    | Juraj Breštenský  | TCH  | 42,46 s     | 38,77 s     | 1:21,23 min |
| 22    | Laurent Jouffroy  | FRA  | 39,71 s     | 41,55 s     | 1:21,26 min |
| 23    | Guy Wilmott       | AUS  | 43,32 s     | 39,21 s     | 1:22,53 min |
| 24    | Juraj Tinka       | TCH  | 42,52 s     | 40,21 s     | 1:22,73 min |
| 25    | Ivan Herinek      | TCH  | 43,80 s     | 40,07 s     | 1:23,87 min |
| 26    | Shūji Hachinohe   | JPN  | 44,40 s     | 40,41 s     | 1:24,81 min |
| 27    | Lee Rubenstein    | USA  | 44,89 s     | 40,65 s     | 1:25,54 min |
| 28    | Patrick Fabre     | FRA  | 56,80 s     | 37,56 s     | 1:34,36 min |
| 29    | József Mekli      | HUN  | 55,60 s     | 48,26 s     | 1:43,86 min |
| 30    | John Sowers       | USA  | 48,19 s     | 58,92 s     | 1:47,11 min |
| 31    | Gary Henry        | USA  | 59,38 s     | 52,33 s     | 1:51,71 min |
| 32    | Horst Locher      | USA  | 1:03,90 min | 48,52 s     | 1:52,42 min |
| 33    | Minoru Teraoka    | JPN  | 1:02,04 min | 56,55 s     | 1:58,59 min |
| 34    | Toshihide Shigeno | JPN  | 1:07,50 min | 57,89 s     | 2:05,39 min |
| 35    | John Addicott     | GBR  | 1:15,25 min | 56,91 s     | 2:12,16 min |
| 36    | Yōichi Fujita     | JPN  | 1:16,99 min | 1:06,24 min | 2:23,23 min |

Schweizer Doppelsieg im Slalom: Richi Christen wurde zum zweiten Mal nach 1981 Weltmeister im Slalom, während der Titelverteidiger Erwin Gansner wie schon vier Jahre zuvor die Silbermedaille gewann. Bronze ging an den Italiener Hermann Ellemunt, den Europameister im Riesenslalom von 1984, für den es seine einzige WM-Medaille war.
Von 82 gestarteten Läufern fielen 37 aus und weitere neun wurden disqualifiziert; 36 Läufer (44 Prozent) kamen in die Wertung.
- Ausgeschieden im ersten Lauf (27):

Klaus Spinka (AUT), Roberto Parisi (ITA), Richard Karrer (AUT), Heinz Benz (SUI), Horst Möhwald (FRG), Thomas Amesmann (AUT), Jürgen Single (FRG), Christoph Ganzer (FRG), Hans-Ueli Brand (SUI), Massimo Cervellin (ITA), Beat Bircher (SUI), Ingmar Tschofen (AUT), Matteo Colombo (ITA), Chary Fuhrmann (FRA), Philippe Herrscher (FRA), Brice Martin (FRA), Jonathan Paley (GBR), Craig White (AUS), Corey Wilson (AUS), Miklós Völgyesi (HUN), Patrice Budinger (FRA), Lothar Christian Munder (BRA), Ladislav Pišný (TCH), Derek Nelson (GBR), Craig McCordic (USA), Yves Desgouttes (USA), Gary Longaberger (USA)
- Disqualifiziert im ersten Lauf (4):

Helmut Messner (ITA), Daniel Misson (BEL), Hannes Hofstädter (AUT), Reto Dosch (SUI)
- Ausgeschieden im zweiten Lauf (10):

Martin Messner (ITA), Egon Hofer (AUT), Thomas Schmid (FRG), Thomas Bretting (FRG), Michel Dufoir (FRA), David Read (AUS), Gary Grant (AUS), Pal Bergmann (HUN), Mike Hann (USA), Phil Clark (USA)
- Disqualifiziert im zweiten Lauf (5):

Rainer Großmann (FRG), Anton Wörndl (AUT), Roland German (SUI), Laurence Beck (GBR), Patrice Holweg (FRA)
- Nicht gestartet im ersten Lauf (3):

Luciano Acerboni (ITA), Chris Rogers (AUS), Nick Nedd (USA)

### Riesenslalom
| Platz | Name                    | Land | Zeit 1. | Zeit 2. | Gesamt      |
| ----- | ----------------------- | ---- | ------- | ------- | ----------- |
| 01    | Rainer Großmann         | FRG  | 36,20 s | 38,68 s | 1:14,88 min |
| 02    | Erwin Gansner           | SUI  | 36,54 s | 38,79 s | 1:15,33 min |
| 03    | Anton Wörndl            | AUT  | 36,66 s | 38,86 s | 1:15,52 min |
| 04    | Richi Christen          | SUI  | 36,89 s | 38,68 s | 1:15,57 min |
| 05    | Markus Dejori           | ITA  | 36,25 s | 39,34 s | 1:15,59 min |
| 06    | Vincent Riewe           | FRG  | 36,71 s | 38,99 s | 1:15,70 min |
| 07    | Heinz Benz              | SUI  | 36,87 s | 39,59 s | 1:16,46 min |
| 08    | Martin Messner          | ITA  | 37,46 s | 39,54 s | 1:17,00 min |
| 09    | Werner Fagerer          | AUT  | 37,71 s | 39,51 s | 1:17,22 min |
| 10    | Matteo Colombo          | ITA  | 37,56 s | 39,75 s | 1:17,31 min |
| 11    | Horst Möhwald           | FRG  | 37,22 s | 40,13 s | 1:17,35 min |
| 12    | Klaus Spinka            | AUT  | 37,60 s | 39,84 s | 1:17,44 min |
| 13    | Marcus Peschek          | AUT  | 37,67 s | 40,03 s | 1:17,70 min |
| 14    | Thomas Bretting         | FRG  | 37,83 s | 40,16 s | 1:17,99 min |
| 15    | Hans Ruedi Mann         | SUI  | 38,13 s | 40,05 s | 1:18,18 min |
| 16    | Egon Hofer              | AUT  | 37,72 s | 40,59 s | 1:18,31 min |
| 17    | Thomas Amesmann         | AUT  | 37,84 s | 40,52 s | 1:18,36 min |
| 18    | Richard Karrer          | AUT  | 38,58 s | 39,99 s | 1:18,57 min |
| 19    | Götz Scheffler          | FRG  | 37,91 s | 40,77 s | 1:18,68 min |
| 20    | Hans-Ueli Brand         | SUI  | 38,40 s | 40,35 s | 1:18,75 min |
| 21    | Peter Stein             | FRG  | 38,35 s | 40,48 s | 1:18,83 min |
| 22    | Thomas Koller           | SUI  | 38,47 s | 40,37 s | 1:18,84 min |
| 23    | Hannes Hofstädter       | AUT  | 38,65 s | 40,86 s | 1:19,51 min |
| 24    | Christoph Ganzer        | FRG  | 38,27 s | 41,34 s | 1:19,61 min |
| 25    | Urs Schär               | SUI  | 38,38 s | 41,27 s | 1:19,65 min |
| 26    | Jürgen Single           | FRG  | 38,91 s | 40,77 s | 1:19,68 min |
| 27    | Beat Bircher            | SUI  | 38,98 s | 40,95 s | 1:19,93 min |
| 28    | Ingmar Tschofen         | AUT  | 38,85 s | 41,26 s | 1:20,11 min |
| 29    | Arno Tscharner          | SUI  | 38,81 s | 41,34 s | 1:20,15 min |
| 30    | Berndt Lischka          | AUT  | 39,21 s | 41,13 s | 1:20,34 min |
| 31    | Nigel Smith             | GBR  | 39,21 s | 41,18 s | 1:20,39 min |
| 32    | Roland German           | SUI  | 39,02 s | 41,48 s | 1:20,50 min |
| 33    | David Read              | AUS  | 39,60 s | 42,02 s | 1:21,62 min |
| 34    | András Völgyesi         | HUN  | 40,42 s | 42,94 s | 1:23,36 min |
| 35    | Bertrand Kempf          | FRA  | 40,56 s | 43,21 s | 1:23,77 min |
| 36    | Laurent Jouffroy        | FRA  | 40,46 s | 43,34 s | 1:23,80 min |
| 37    | Colin Beck              | GBR  | 41,26 s | 43,02 s | 1:24,28 min |
| 38    | Laurence Beck           | GBR  | 41,33 s | 43,26 s | 1:24,59 min |
| 39    | Chary Fuhrmann          | FRA  | 41,05 s | 43,77 s | 1:24,82 min |
| 40    | Lubomír Masár           | TCH  | 41,27 s | 43,73 s | 1:25,00 min |
| 41    | Miklós Völgyesi         | HUN  | 41,07 s | 44,09 s | 1:25,16 min |
| 42    | Lothar Christian Munder | BRA  | 41,36 s | 43,96 s | 1:25,32 min |
| 43    | Philippe Herrscher      | FRA  | 41,99 s | 43,82 s | 1:25,81 min |
| 44    | Yōichi Fujita           | JPN  | 42,90 s | 43,96 s | 1:26,86 min |
| 45    | Guy Wilmott             | AUS  | 41,72 s | 45,49 s | 1:27,21 min |
| 46    | Michel Dufoir           | FRA  | 43,61 s | 44,82 s | 1:28,43 min |
| 47    | John Addicott           | GBR  | 43,92 s | 46,85 s | 1:30,77 min |
| 48    | Ladislav Pišný          | TCH  | 45,37 s | 45,95 s | 1:31,32 min |
| 49    | Shūji Hachinohe         | JPN  | 47,54 s | 43,88 s | 1:31,42 min |
| 50    | Toshihide Shigeno       | JPN  | 45,42 s | 46,31 s | 1:31,73 min |
| 51    | Gary Henry              | USA  | 45,85 s | 46,80 s | 1:32,65 min |
| 52    | Minoru Teraoka          | JPN  | 46,20 s | 47,74 s | 1:33,94 min |
| 53    | Corey Wilson            | AUS  | 40,58 s | 54,18 s | 1:34,76 min |
| 54    | József Mekli            | HUN  | 49,96 s | 45,40 s | 1:35,36 min |
| 55    | Phil Clark              | USA  | 48,01 s | 47,45 s | 1:35,46 min |
| 56    | Juraj Tinka             | TCH  | 46,82 s | 48,71 s | 1:35,53 min |
| 57    | Yves Desgouttes         | USA  | 44,27 s | 54,70 s | 1:38,97 min |
| 58    | Lee Rubenstein          | USA  | 44,06 s | 56,46 s | 1:40,52 min |
| 59    | Ivan Herinek            | TCH  | 44,64 s | 56,08 s | 1:40,72 min |
| 60    | John Sowers             | USA  | 55,51 s | 45,50 s | 1:41,01 min |
| 61    | Gary Grant              | AUS  | 49,00 s | 56,36 s | 1:45,36 min |

Im Riesenslalom gewann der 19-jährige Deutsche Rainer Großmann seinen ersten Weltmeistertitel, dem bis 1993 weitere sechs folgten. Silber ging an den Weltmeister von 1981, Erwin Gansner aus der Schweiz; Bronze gewann der Österreicher Anton Wörndl. Für den dreifachen Österreichischen Meister war es seine einzige Medaille bei Weltmeisterschaften.
Von 85 gestarteten Läufern fielen 18 aus und weitere sechs wurden disqualifiziert; 61 Läufer (72 Prozent) kamen in die Wertung.
- Ausgeschieden im ersten Lauf (14):

Luciano Acerboni (ITA), Helmut Messner (ITA), Jörg Bretting (FRG), Massimo Cervellin (ITA), Claude Kuntzmann (FRA), Patrick Fabre (FRA), Pal Bergmann (HUN), Juraj Breštenský (TCH), Patrice Budinger (FRA), Nick Nedd (USA), Horst Locher (USA), Craig McCordic (USA), Derek Nelson (GBR), Gary Longaberger (USA)
- Disqualifiziert im ersten Lauf (5):

Roberto Parisi (ITA), Hermann Ellemunt (ITA), Daniel Misson (BEL), Brice Martin (FRA), Patrice Holweg (FRA)
- Ausgeschieden im zweiten Lauf (4):

Thomas Schmid (FRG), Craig White (AUS), Chris Rogers (AUS), Mike Hann (USA)
- Disqualifiziert im zweiten Lauf (1):

Jonathan Paley (GBR)

### Kombination
| Platz | Name              | Land | Punkte RS | Punkte SL | Gesamt |
| ----- | ----------------- | ---- | --------- | --------- | ------ |
| 01    | Richi Christen    | SUI  | 007,15    | 000,00    | 007,15 |
| 02    | Erwin Gansner     | SUI  | 004,67    | 007,46    | 012,13 |
| 03    | Markus Dejori     | ITA  | 007,35    | 024,18    | 031,53 |
| 04    | Vincent Riewe     | FRG  | 008,49    | 036,17    | 044,66 |
| 05    | Hans Ruedi Mann   | SUI  | 033,62    | 026,64    | 060,26 |
| 06    | Werner Fagerer    | AUT  | 023,99    | 040,78    | 064,77 |
| 07    | Thomas Koller     | SUI  | 040,17    | 028,09    | 068,26 |
| 08    | Marcus Peschek    | AUT  | 028,82    | 040,23    | 069,05 |
| 09    | Berndt Lischka    | AUT  | 054,87    | 039,91    | 094,78 |
| 10    | Götz Scheffler    | FRG  | 038,59    | 057,24    | 095,83 |
| 11    | Peter Stein       | FRG  | 040,07    | 057,24    | 097,31 |
| 12    | Nigel Smith       | GBR  | 055,35    | 065,02    | 120,37 |
| 13    | Arno Tscharner    | SUI  | 053,02    | 074,20    | 127,22 |
| 14    | Bertrand Kempf    | FRA  | 087,46    | 083,99    | 171,45 |
| 15    | Colin Beck        | GBR  | 092,19    | 080,46    | 172,65 |
| 16    | András Völgyesi   | HUN  | 083,63    | 114,26    | 197,89 |
| 17    | Lubomír Masár     | TCH  | 098,82    | 113,86    | 212,68 |
| 18    | Laurent Jouffroy  | FRA  | 087,74    | 143,48    | 231,22 |
| 19    | Guy Wilmott       | AUS  | 118,83    | 155,57    | 274,40 |
| 20    | Shūji Hachinohe   | JPN  | 155,59    | 176,82    | 332,41 |
| 21    | Juraj Tinka       | TCH  | 189,87    | 157,46    | 347,33 |
| 22    | Ivan Herinek      | TCH  | 231,12    | 168,13    | 399,25 |
| 23    | Lee Rubenstein    | USA  | 229,57    | 183,50    | 413,07 |
| 24    | József Mekli      | HUN  | 188,49    | 334,79    | 523,28 |
| 25    | Gary Henry        | USA  | 166,01    | 391,60    | 557,61 |
| 26    | John Sowers       | USA  | 233,36    | 358,81    | 592,17 |
| 27    | Minoru Teraoka    | JPN  | 176,79    | 438,19    | 614,98 |
| 28    | Toshihide Shigeno | JPN  | 158,23    | 481,66    | 639,89 |
| 29    | John Addicott     | GBR  | 150,03    | 522,66    | 672,69 |
| 30    | Yōichi Fujita     | JPN  | 115,70    | 585,37    | 701,07 |

Nach Platz vier im Riesenslalom sicherte sich der Schweizer Richi Christen mit dem Sieg im Slalom auch den Sieg in der Kombination. Sein Landsmann Erwin Ganser, der die letzten beiden Male Kombinationsweltmeister war, gewann mit Silber im Slalom und im Riesenslalom auch die Silbermedaille in der Kombination. Dem Italiener Markus Dejori reichten der fünfte Platz im Riesenslalom und Rang vier im Slalom für die Bronzemedaille in der Kombination.
30 Läufer beendeten sowohl den Slalom als auch den Riesenslalom und wurden in der Kombination gewertet.

## Ergebnisse Damen

### Slalom
| Platz | Name                | Land | Zeit 1.     | Zeit 2.     | Gesamt      |
| ----- | ------------------- | ---- | ----------- | ----------- | ----------- |
| 01    | Ingrid Hirschhofer  | AUT  | 40,44 s     | 36,90 s     | 1:17,34 min |
| 02    | Carole Petitjean    | FRA  | 40,30 s     | 38,02 s     | 1:18,32 min |
| 03    | Gabi Pimper         | AUT  | 41,53 s     | 37,84 s     | 1:19,37 min |
| 04    | Martina Bauknecht   | FRG  | 42,08 s     | 38,93 s     | 1:21,01 min |
| 05    | Brigitte Büsser     | SUI  | 43,44 s     | 40,49 s     | 1:23,93 min |
| 06    | Ingeborg Röschinger | FRG  | 43,66 s     | 41,49 s     | 1:25,15 min |
| 07    | Tiziana Tonon       | ITA  | 43,62 s     | 42,33 s     | 1:25,95 min |
| 08    | Bettina Kastl       | FRG  | 48,63 s     | 37,69 s     | 1:26,32 min |
| 09    | Lesley Beck         | GBR  | 53,13 s     | 39,00 s     | 1:32,13 min |
| 10    | Agnes Koch          | HUN  | 1:14,61 min | 1:02,58 min | 2:17,19 min |
| 11    | Hiroko Shigeno      | JPN  | 1:57,39 min | 1:12,40 min | 3:09,79 min |

Die Österreicherin Ingrid Hirschhofer wurde zum zweiten Mal nach 1979 Weltmeisterin im Slalom, während die Weltmeisterin von 1981, die Französin Carole Petitjean, diesmal die Silbermedaille gewann. Der dritte Platz ging an die Österreicherin Gabi Pimper, die vier Jahre zuvor bereits Bronze im Riesenslalom gewonnen hatte.
Von 21 gestarteten Läuferinnen fielen acht aus und zwei weitere wurden disqualifiziert; elf Läuferinnen (53 Prozent) kamen in die Wertung.
- Ausgeschieden im ersten Lauf (6):

Karin Müller (FRG), Cinzia Valt (ITA), Karin Schmid (FRG), Mirella Parisi (ITA), Petra Huber (AUT), Heidi Rüesch (SUI)
- Disqualifiziert im ersten Lauf (1):

Karin Hartmann (AUT)
- Ausgeschieden im zweiten Lauf (2):

Claudia Otratowitz (AUT), Karen McCordic (USA)
- Disqualifiziert im zweiten Lauf (1):

Heidi Bösch (SUI)

### Riesenslalom
| Platz | Name                | Land | Zeit 1.     | Zeit 2.     | Gesamt      |
| ----- | ------------------- | ---- | ----------- | ----------- | ----------- |
| 01    | Claudia Otratowitz  | AUT  | 39,23 s     | 41,75 s     | 1:20,98 min |
| 02    | Karin Hartmann      | AUT  | 39,04 s     | 42,34 s     | 1:21,38 min |
| 03    | Ingrid Hirschhofer  | AUT  | 40,16 s     | 42,77 s     | 1:22,93 min |
| 04    | Karin Schmid        | FRG  | 40,96 s     | 43,38 s     | 1:24,34 min |
| 05    | Bettina Kastl       | FRG  | 41,88 s     | 43,15 s     | 1:25,03 min |
| 06    | Carole Petitjean    | FRA  | 41,78 s     | 44,12 s     | 1:25,90 min |
| 07    | Brigitte Büsser     | SUI  | 41,67 s     | 44,54 s     | 1:26,21 min |
| 08    | Ingeborg Röschinger | FRG  | 42,07 s     | 44,46 s     | 1:26,53 min |
| 09    | Astrid Ecker        | AUT  | 42,37 s     | 44,24 s     | 1:26,61 min |
| 10    | Heidi Bösch         | SUI  | 41,75 s     | 45,18 s     | 1:26,93 min |
| 11    | Lesley Beck         | GBR  | 42,75 s     | 44,38 s     | 1:27,13 min |
| 12    | Agnes Koch          | HUN  | 53,07 s     | 52,22 s     | 1:45,29 min |
| 13    | Hiroko Shigeno      | JPN  | 1:28,75 min | 1:23,03 min | 2:51,78 min |

Zum ersten Mal bei Grasski-Weltmeisterschaften gelang es einem Verband, alle drei Medaillen zu gewinnen. Die Österreicherin Claudia Otratowitz siegte vor ihren Landsfrauen Karin Hartmann und der Titelverteidigerin Ingrid Hirschhofer. Für Otratowitz und Hartmann waren der Gewinn der Gold- bzw. Silbermedaille die größten Erfolge ihrer Karrieren.
Von 21 gestarteten Läuferinnen fielen sieben aus und eine weitere wurde disqualifiziert; 13 Läuferinnen (62 Prozent) kamen in die Wertung.
- Ausgeschieden im ersten Lauf (7):

Cinzia Valt (ITA), Martina Bauknecht (FRG), Karin Müller (FRG), Tiziana Tonon (ITA), Mirella Parisi (ITA), Heidi Rüesch (SUI), Karen McCordic (USA)
- Disqualifiziert im ersten Lauf (1):

Gabi Pimper (AUT)
- Im zweiten Lauf gab es keine Ausfälle oder Disqualifikationen.

### Kombination
| Platz | Name                | Land | Punkte RS | Punkte SL | Gesamt  |
| ----- | ------------------- | ---- | --------- | --------- | ------- |
| 1     | Ingrid Hirschhofer  | AUT  | 018,55    | 000,00    | 0018,55 |
| 2     | Carole Petitjean    | FRA  | 045,98    | 009,81    | 0055,79 |
| 3     | Brigitte Büsser     | SUI  | 048,79    | 063,73    | 0112,54 |
| 4     | Bettina Kastl       | FRG  | 038,05    | 085,64    | 0123,69 |
| 5     | Ingeborg Rüschinger | FRG  | 051,68    | 075,00    | 0126,68 |
| 6     | Lesley Beck         | GBR  | 057,07    | 136,42    | 0193,49 |
| 7     | Agnes Koch          | HUN  | 204,66    | 446,84    | 0651,50 |
| 8     | Hiroko Shigeno      | JPN  | 586,28    | 699,86    | 1286,14 |

Die Österreicherin Ingrid Hirschhofer sicherte sich nach Platz drei im Riesenslalom mit dem Sieg im Slalom auch die Goldmedaille in der Kombination – zum dritten Mal nach 1979 und 1983. Silber ging mit Platz zwei im Slalom und Rang sechs im Riesenslalom an die Französin Carole Petitjean, die 1981 Kombinations-Weltmeisterin war. Die Schweizerin Brigitte Büsser erreichte mit Platz fünf im Slalom und Rang sieben im Riesenslalom den dritten Platz und gewann damit ihre einzige WM-Medaille.
Acht Läuferinnen beendeten sowohl den Slalom als auch den Riesenslalom und wurden in der Kombination gewertet.

## Kilomètre Lancé
| Platz | Name            | Land | Geschwindigkeit (3. Lauf) |
| ----- | --------------- | ---- | ------------------------- |
| 01    | Erwin Gansner   | SUI  | 85,22 km/h                |
| 02    | Heinz Benz      | SUI  | 84,96 km/h                |
| 03    | Richi Christen  | SUI  | 84,87 km/h                |
| 04    | Werner Fagerer  | AUT  | 84,8x km/h                |
| 05    | Thomas Amesmann | AUT  | 84,1x km/h                |
| 06    | Hans-Ueli Brand | SUI  | 83,7x km/h                |
| 07    | Richard Karrer  | AUT  | 83,6x km/h                |
| 08    | Thomas Schmid   | FRG  | 81,5x km/h                |
| 09    | Marcus Peschek  | AUT  | 81,1x km/h                |
| 10    | Roland German   | SUI  | 81,1x km/h                |
| 11    | Reto Dosch      | SUI  | 80,6x km/h                |
| 12    | Ingo Pelikan    | SUI  | 80,0x km/h                |
| 13    | Hans Gerber     | SUI  | 79,6x km/h                |
| 14    | Laurence Beck   | GBR  | 79,4x km/h                |
| 15    | Rainer Großmann | FRG  | –                         |

Owen war seit 1973 der einzige Austragungsort solcher Höchstgeschwindigkeitsrennen im Grasskisport, bei dem die Läufer in gerader Linie den Hang hinunterfahren, vergleichbar mit dem Geschwindigkeitsskifahren auf Schnee. Dieser Wettkampf war nicht offizieller Teil der Weltmeisterschaft, es wurde daher auch kein Weltmeistertitel vergeben. Das Rennen wurde in drei Durchgängen ausgetragen, wobei im dritten und entscheidenden Lauf nur noch die schnellsten 15 des zweiten Laufes startberechtigt waren. Die Geschwindigkeit wurde auf einer 25 Meter langen Messstrecke ermittelt. Dem Sieger Erwin Gansner gelang es aufgrund der nach einsetzendem Regen feucht gewordenen Piste nicht, seinen eigenen, drei Jahre alten Weltrekord von 86,882 km/h zu verbessern. Beim ersten derartigen Wettkampf 1973 erzielte der Franzose Richard Martin eine Geschwindigkeit von knapp über 61 km/h.